# Герт Дюльтген
Герт Дюльтген (нім. Gert Dültgen; 1 вересня 1918, Кіль — 13 грудня 1943, Біскайська затока) — німецький офіцер-підводник, оберлейтенант-цур-зее крігсмаріне.

## Біографія
9 жовтня 1937 року вступив на флот. З липня 1942 року — 1-й вахтовий офіцер на підводному човні U-508. В лютому-березні 1943 року пройшов курс командира човна. З 24 квітня 1943 року — командир U-391. 23 жовтня вийшов у свій перший і останній похід. 13 грудня 1943 року U-391 був потоплений в Біскайській затоці північно-західніше мису Ортегаль (45°45′ пн. ш. 09°38′ зх. д.) глибинними бомбами британського бомбардувальника «Ліберейтор». Всі 51 члени екіпажу загинули.

## Звання
- Кандидат в офіцери (9 жовтня 1937)
- Морський кадет (28 червня 1938)
- Фенріх-цур-зее (1 квітня 1939)
- Оберфенріх-цур-зее (1 березня 1940)
- Лейтенант-цур-зее (1 травня 1940)
- Оберлейтенант-цур-зее (1 квітня 1942)

## Нагороди
- Залізний хрест 2-го класу (16 вересня 1942)
- Нагрудний знак підводника (9 січня 1943)